# Batrachedra acrodeta
Batrachedra acrodeta är en fjärilsart som beskrevs av Edward Meyrick 1927. Batrachedra acrodeta ingår i släktet Batrachedra och familjen smalvingemalar. Inga underarter finns listade i Catalogue of Life.